# Острво (ТВ серија)
Острво (грч. Το Νησί) грчка је ТВ серија, снимана 2010.
У Србији је приказивана 2012. на телевизији Пинк.
Серија Острво је настала према истоименом роману британске списатељице Викторије Хислоп из 2005.

## Синопсис
Млада Алексис Филдинг налази се на раскршћу важних животних одлука које су је натерале да сазна више о дуго скриваној прошлости своје мајке Софије. Све што зна јесте да је мајка одрасла у малом рибарском селу Плака на грчком острву Крит, пре него што се доселила у Лондон. Алексис напокон одлучује да посети тај грчки градић, и пре поласка на пут, мајка јој даје писмо које је написала за стару пријатељицу Фотини, у нади да ће то писмо, с временом, понудити одговоре на сва Алексисина питања. Чим је дотакла тло Плаке, Алексис изненади чињеница да родно место њене мајке гледа на напуштено острвце Спиналонга, које је за време Другог светског рата био колонија лепрозних. Путујући Критом, Алексис упознаје старе породичне пријатеље, али и давно заборављену родбину која јој радо препричава догађаје који су обележили генерације становништва. Потом проналази Фотини, и напокон чује причу коју је Софија читавог живота скривала: прича о њеној прабаби Елени и њеним кћеркама, о породици раздвојеној трагедијом, ратом и страшћу. Успут открива колико је присно повезана са тим острвом, и како све њих чување тајне држи у снажном стиску ...

## Улоге
| Глумац:                  | Улога:                       |
| ------------------------ | ---------------------------- |
| Стелиос Маинас           | Гиоргис Петракис             |
| Евгенија Димитропоулоу   | Алексис                      |
| Олга Даман               | Фотини Агелопоулоу (старији) |
| Дина Михаилидоу          | Сабина Агелопоулоу           |
| Тасос Ноусиас            | Никос Пападимитриоу          |
| Марија Протопаппа        | Евгенија Капатанаки          |
| Алекандра Сакеларопоулоу | Христина Кроусталаки         |
| Иоулика Скафида          | Марија Петраки               |
| Ианис Станкоглоу         | Андреас Вардоулакис          |
| Орфеас Авгоустидис       | Антонис Агелопоулос          |
| Аимилиос Цилакис         | Манолис Вандоулакис          |
| Нектариос Лоукианос      | Димитрис Лемониас            |
| Катерина Мисихрони       | Илектра Влахаки              |
| Алекандрос Логотетис     | Киритсис                     |
| Григорис Орфаноудакис    | Павлос Агелопоулос           |
| Манолис Хоурдакис        | Тходорос Макридакис          |
| Аимилиос Ксилакис        | Манолис Вардоулакис          |
| Тодорос Катсафадос       | Петрос Контомарис            |
| Маринела Влахаки         | Елпида Контомари             |
| Катерина Лехо            | Елени Петраки                |